# Generali osiguranje
Generali osiguranje d.d. je dioničko društvo registrirano za obavljanje poslova životnih i neživotnih osiguranja, osnovano u Republici Hrvatskoj sa sjedištem u Slavonska avenija 1b u Zagrebu.
Generali osiguranje d.d. dio je grupacije Generali koja na području srednje i istočne Europe djeluje preko Generali CEE Holdinga u 10 država.

## Povijest
Generali je osnovan 1831. u Trstu, a daljnja ekspanzija slijedi Italijom, Habsburškom Monarhijom i trgovačkim središtima Europe. U Hrvatskoj su 1832. utemeljene podružnice u Rijeci i Karlovcu, nakon čega Generali posluje i u ostalim regionalnim centrima, djelujući do sredine 20. stoljeća.
Nova etapa slijedi 2002. osnutkom Generali životnog osiguranja d.d. te 2003. Generali osiguranja d.d. zaduženog za poslove neživotnih osiguranja. Generali je 2006. akvizirao Libertas osiguranje, nakon čega su tvrtke objedinjene pod nazivom Generali osiguranje d.d.

## Dioničarska struktura
Jedini dioničar je Generali CEE Holding B.V. iz Nizozemske, dok je matična kompanija grupacija Assicurazioni Generali S.p.A. iz Trsta.

## Financijski rezultati
Ukupni tržišni udio Generali osiguranja u 2016. iznosi 5,71%, od čega 7,69% u životnim osiguranjima i 4,72% u neživotnim osiguranjima, uz zabilježenih 500 milijuna kuna bruto premije.